# Centralplan, Stockholm

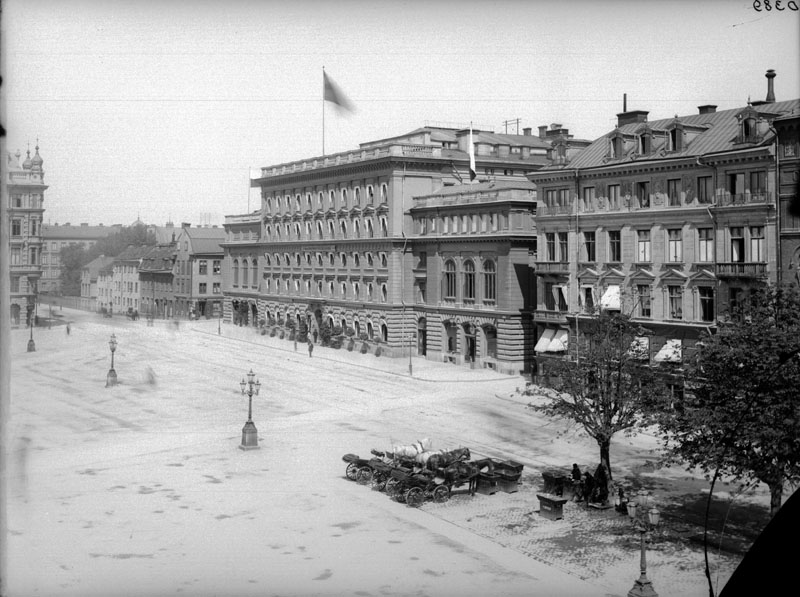
Centralplan i slutet av 1800-talet, med Kirsteinska huset i fonden

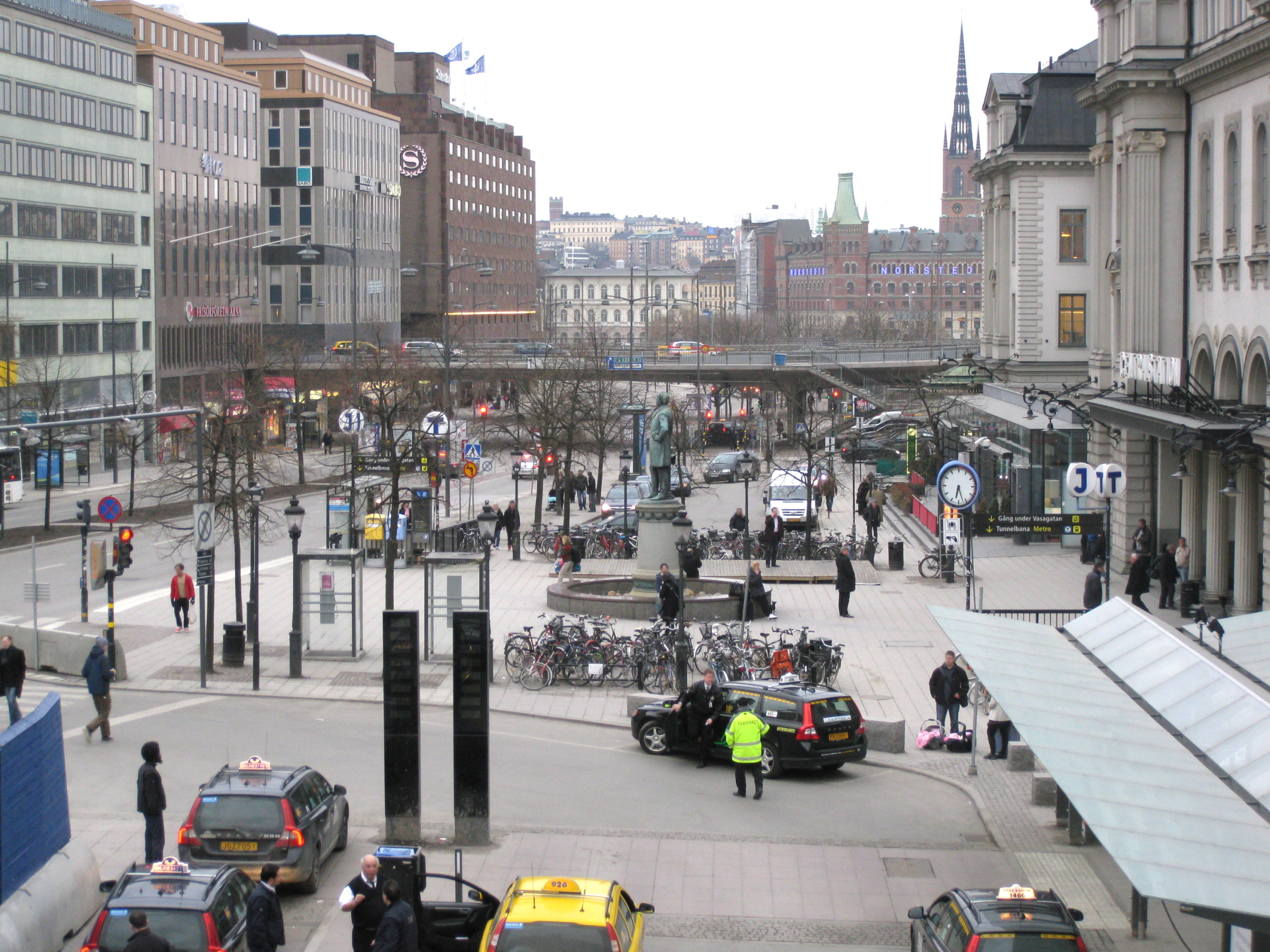
Centralplan i april 2010, mellan Esselte-huset och Centralstationen

Centralplan är en öppen plats på Norrmalm i Stockholms innerstad, mellan Vasagatan och Centralstationen. En stor del av Centralplan upptas idag av Centralstationens taxiparkering, och här återfinns även hotellen Royal Viking och Scandic Continental Stockholm samt Esselte-huset.

## Historik
Omkring 1790 bodde Carl Mikael Bellman i ett litet hus där Centralplan nu finns. Hans tomt med trädgård sträckte sig ända ner till Klara sjö. I samband med anläggandet av Centralstationen på 1870-talet fylldes hela området upp. 1936 fick platsen sitt nuvarande namn efter Centralstationen.
På platsen framför stationshuset står en staty föreställande de svenska järnvägarnas fader Nils Ericson. Statyn utfördes av John Börjeson 1893, och restes först i den närliggande Järnvägsparken. Den nedtogs 1957 i och med byggandet av de stora trafiklederna och placerades 1975 vid Klara Mälarstrand. 1993 invigdes den på nuvarande plats.